# ماري هورنر لايل
ماري هورنر لييل (بالإنجليزية: Mary Horner Lyell)‏ ‏ (1873-1808) هي عالمة أصداف وَجيولوجية بريطانية، وهي زوجة الجيولجي البريطاني تشارلز لايل.
ساعدت ماري زوجها في العديد من دراساته وأبحاثه، وبالرغم من ذلك لم تصبح مَعروفة مِثل زوجها، ولكن المؤرخين يَعتبرون أنَّ ماري هي المُساهمة الأكبر في أعمال زوجها، وأنَّ لها فَضل كبير في نجاحه.
تمت تسمية إحدى الحُفر على كوكب الزهرة باسم «هورنر» تَكريماً لماري.